# Loje
Loje so naselje v Občini Tolmin.